# Senders del 1714
Senders del 1714 és una ruta dissenyada per la Federació d’Entitats Excursionistes de Catalunya (FEEC), amb el suport de la Generalitat de Catalunya que recorre els deu escenaris més destacables i llocs emblemàtics de la Guerra de Successió a Catalunya (1702-1714).
En el disseny del recorregut s'aprofita la xarxa oficial de senders ja homologats de la FEEC. La ruta, 645 quilòmetres, està dividida en nou trams, alguns dels quals s'han de fer per etapes; un total de 28 etapes que relliguen els deu punts clau dels fets del 1714. El recorregut es pot fer a peu o amb BTT.
Pel que fa als trams del recorregut, el primer surt de Sant Boi de Llobregat i acaba al barri barceloní del Born; el segon s'enfila cap a Talamanca, passant per Sant Cugat del Vallès; el tercer uneix Talamanca amb Moià; el quart arriba fins a Vic; el cinquè, fins a Tavèrnoles, Ripoll i la Seu d'Urgell; el sisè surt de la capital de l'Alt Urgell i baixa fins a Cardona, passant per Solsona; el setè uneix Cardona amb els Prats de Rei; el vuitè arriba fins a Cervera, i l'últim passa per Vallbona de les Monges i acaba a Lleida.
Alguns dels deu punts clau que uneix la ruta són: l'ermita de Sant Sebastià, a Vic; Can Barraquer, a Sant Boi de Llobregat; el Castell de Talamanca i el Castell de Cardona; la torre Solsona de Castellciutat; la torre de la Manresana dels Prats de Rei; el turó de la Seu Vella de Lleida, o l'antic mercat del Born de Barcelona.
Aquest projecte, que va néixer per promocionar i posar en valor l'excursionisme i el coneixement de Catalunya, es va presentar l'any 2014, en el marc del Tricentenari, que commemora el fatal desenllaç de la Guerra de Successió a Catalunya, al Museu i Centre d'Estudis de l'Esport Doctor Melcior Colet, a Barcelona.

## Trams i etapes del recorregut

### Tram 1
- Etapa 1: Sant Boi de Llobregat – Barcelona, el Born (13,89 km)

### Tram 2
- Etapa 2: Barcelona, el Born – Terrassa (33,28 km)
- Etapa 3: Terrassa – Talamanca (34,92 km)

### Tram 3
- Etapa 4: Talamanca – Moià (20,32 km)

### Tram 4
- Etapa 5: Moià – Vic (34,16 km)

### Tram 5
- Etapa 6: Vic – les Masies de Voltregà (24,49 km)
- Etapa 7: les Masies de Voltregà – Sant Quirze de Besora (24,27 km)
- Etapa 8: Sant Quirze de Besora – Ripoll (19,11 km)
- Etapa 9: Ripoll – Castellar de n'Hug (27,21 km)
- Etapa 10: Castellar de n'Hug – Bagà (25,33 km)
- Etapa 11: Bagà – Gósol (24 km)
- Etapa 12: Gósol – Fórnols (17,78 km)
- Etapa 13: Fórnols – la Seu d'Urgell (20,81 km)

### Tram 6
- Etapa 14: la Seu d'Urgell – Tuixent (27,57 km)
- Etapa 15: Tuixent – Sant Llorenç de Morunys (14,93 km)
- Etapa 16: Sant Llorenç de Morunys – Solsona (24,86 km)
- Etapa 17: Solsona – Cardona (25 km)

### Tram 7
- Etapa 18: Cardona – Salo (18,12 km)
- Etapa 19: Salo – Serra de Castelltallat (14,57 km)
- Etapa 20: Serra de Castelltallat – Prats de Rei (17,8 km)

### Tram 8
- Etapa 21: Prats de Rei – Jorba (22,95 km)
- Etapa 22: Jorba – Cervera (26,93 km)

### Tram 9
- Etapa 23: Cervera – Balneari de Vallfogona de Riucorb (22,64 km)
- Etapa 24: Balneari de Vallfogona de Riucorb – Vallbona de les Monges (27 km)
- Etapa 25: Vallbona de les Monges – Fulleda (17,32 km)
- Etapa 26: Fulleda – les Borges Blanques (20,35 km)
- Etapa 27: les Borges Blanques – Aspa (21,74 km)
- Etapa 28: Aspa – Lleida (23,34 km)

## Senders per on discorre la ruta
Els senders per on discorre la ruta son els senders de gran recorregut GR 3, GR 42, GR 5, GR 6, GR 7, GR 151, GR 171, GR 175 i GR 210, i també els senders de petit recorregut PR-C 31 o Camí dels Monjos i PR-C 40.

## Els 10 punts clau de la ruta[3][1]
- Can Barraquer a Sat Boi de Llobregat, on va viure fins a la seva mort Rafael Casanova.
- Les ruïnes que hi ha sota l'antic Mercat del Born, testimoni dels barris que van ser enderrocats per construir-hi la fortalesa militar de la Ciutadella.
- El Castell de Talamanca, on es va viure la darrera victòria catalana un mes abans de la capitulació de Barcelona.
- La Casa Museu Rafael Casanova a Moià, on va néixer l'heroi de la defensa de la ciutat de Barcelona durant el setge de 1714.
- La Ermita de Sant Sebastià a Vic, on va tenir lloc el famós Pacte dels Vigatans, el 17 de maig de 1705.
- La Torre Solsona, part del conjunt fortificat del Castell de Ciutat, un lloc d'importància estratègica pel seu domini visual sobre les valls del Segre i del Valira, i principal defensa pirinenca durant la Guerra de Successió.
- El Castell de Cardona va ser el darrer fortí austracista a capitular durant la Guerra de Successió.
- La Torre de la Manresana a Prats de Rei, observatori d'una important batalla l'any 1711.
- La Universitat de Cervera, un dels símbols més destacats de la implantació del nou ordre borbònic a Catalunya.
- El turó de la Seu Vella de Lleida, que arran de la victòria borbònica a la Guerra de Successió, a partir del segle xviii, va passar a ser un recinte militar.